# Codex Tischendorfianus I
De Codex Tischendorfianus I (Gregory-Aland no. 0106, von Soden ε 40), is een van de Bijbelse handschriften in de Griekse taal. Het dateert uit de 7e eeuw en is geschreven met uncialen op perkament.

## Beschrijving
Het bevat de tekst van het Evangelie volgens Matteüs (12,17-19.23-25; 13,32; 13,36-15,26). De gehele codex bestaat uit 5 bladen (30 × 22 cm) en werd geschreven in een kolom per pagina, 20 regels per pagina.
De codex geeft de gemengde tekst weer. Kurt Aland plaatste de codex in Categorie III.
De codex 0119 behoorde tot hetzelfde handschrift als codex 0106.

## Geschiedenis
De codex werd gebracht van de Sinaï door Konstantin von Tischendorf in 1845 en 1853.
Een blad van de codex wordt bewaard in de Russische Nationale Bibliotheek (Gr. 16, 1 f.), in Sint-Petersburg, 4 bladen bevindt zich in de Universiteit Leipzig (Cod. Gr. 7, 4 ff.) in Leipzig.